# Stereodon subcomplexum
Stereodon subcomplexum là một loài Rêu trong họ Hypnaceae. Loài này được (Kindb.) Broth. ex Paris miêu tả khoa học đầu tiên năm 1909.